# Torbjörn Tännsjö
Ulf Torbjörn Harald Tännsjö, född 13 december 1946 i Västerås församling, Västmanlands län, är en svensk filosof. Tännsjö är emeriterad Kristian Claëson-professor i praktisk filosofi vid Stockholms universitet.
Han var föreståndare för Stockholm Bioethics Centre och även affilierad professor i medicinsk etik vid Karolinska Institutet. Åren 1995–2001 var Tännsjö professor i praktisk filosofi vid Göteborgs universitet. Han var ledamot av Socialstyrelsens etiska råd under ett tjugotal år och han har varit medlem av Donationsrådets etiska kommitté (numera nedlagd). Tännsjö har också varit ledamot av de etiska kommittéerna vid Sahlgrenska akademin i Göteborg och Karolinska institutet.

## Författare

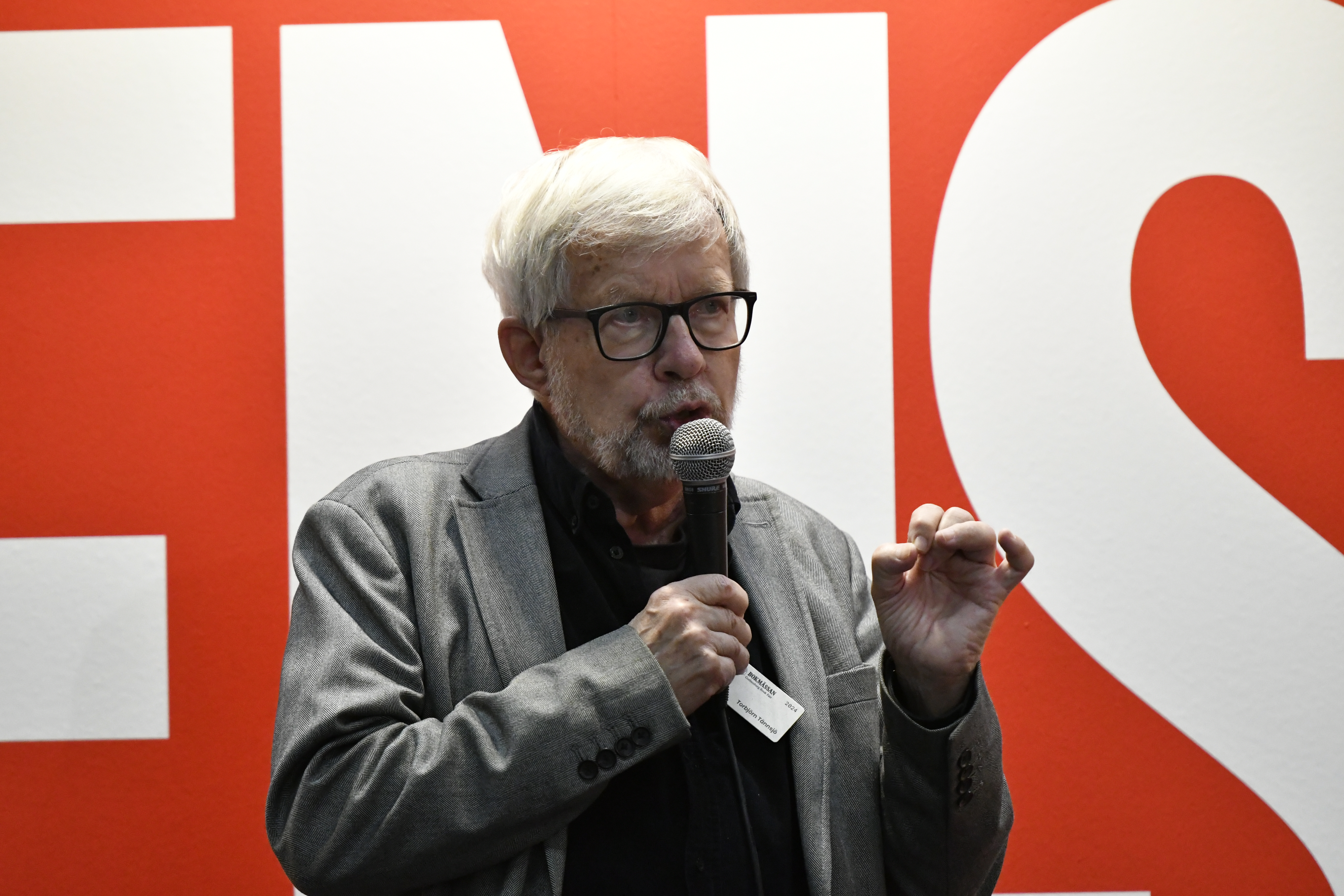
Torbjörn Tännsjö på bokmässan i Göteborg 2024.

Tännsjö är författare till ett fyrtiotal böcker och hundratals akademiska artiklar i filosofi, såväl som en rad andra artiklar och texter. Han är för tillfället medlem av redaktionskomittéerna för Monash Bioethics Review, Tidskrift för politisk filosofi, Philosophical Papers; etiksektionen för den psykiatriska webbjournalen Psychomedia liksom The Intergenerational Justice Review och Bioethics.
2017 gav han ut första delen av sina intellektuella memoarer, Vänsterdocenten. 2018 kom uppföljaren Etikprofessorn.

## Filosof
Torbjörn Tännsjös arbete i filosofi berör ämnen som bioetik, moralfilosofi och politisk filosofi. I egenskap av filosof har han ofta deltagit i aktuella debatter i olika medier. Han har i flera sammanhang förespråkat hedonism och utilitaristiska idéer (bland annat i Hedonistic utilitarianism 1998). Tännsjös ställningstagande för utilitarism innebär att han anser att ingen handling är god eller dålig i sig själv utan måste bedömas efter konsekvenserna.

### Tillämpad etik
Ett exempel på Tännsjös utilitaristiska etik är att han avvisar den absoluta principen att det alltid är fel att döda. I stället är det enligt honom nödvändigt att analysera konsekvenserna av att döda i varje enskilt fall. Det leder honom till slutsatsen att det i de allra flesta fall är dåligt att döda men att det även finns undantag: Tännsjö stöder exempelvis rätt till aktiv dödshjälp vid vissa sjukdomar för personer som tydligt gett uttryck för en vilja att få dö, också om denna vilja bottnar i att man inte vill vara en börda för sina anhöriga. Han försvarar även dödsstraffet som sådant på utilitaristisk grund, även om han anser att det troligtvis inte avskräcker och därmed endast skulle öka lidandet i samhället. Tännsjö avvisar på samma grund terrorism, inte därför att det i sig självt skulle vara dåligt utan på grund av dess konsekvenser; han har kallat detta en ”praktisk syn” på terrorism. Det skrev han om i Filosofi och samhälle 1978, vilket väckte kritik från bland andra Ingemar Hedenius. Den 26 januari 2000 uppmärksammades Tännsjö då han i en artikel på DN Debatt förespråkade gentekniskt fortskridande, ”Vi bör bejaka möjligheten att förändra människan genom genterapi”, och avsåg att med genterapi förändra fysiska och psykiska förmågor, även hos barn, och han hoppades att genterapin skulle förändra den mänskliga naturen. Tännsjö menar att så länge det är enskilda individer och inte staten som fattar besluten kommer genterapi att ge positiva effekter. Tännsjö menar även att det är konsekvenserna av att förändra människan som måste bedömas. Samma resonemang återfinns i Tännsjös försvar av idrottsrelaterad dopning.

### Politisk filosofi
En bok som Tännsjö fått uppmärksamhet gällande sin politiska filosofi är Global Democracy: The Case for a World Government. I boken argumenterar han för att det inte är möjligt att hantera problem med krig, globala orättvisor och en hållbar miljö, utan att skapa en världsregering. Tännsjö hävdar att projektet med en världsregering som en del av ett system för global demokrati är realistiskt, även om det är svårt. Han ser förekomsten av en enda supermakt (USA), som något som gynnar detta projekt. Han argumenterar till sist, i polemik mot tänkare som Immanuel Kant, Hans Kelsen och John Rawls, för att global demokrati är något i sig önskvärt.[källa behövs]

### Metaetik
Tännsjö har utöver normativ etik också sysselsatt sig med metaetik – den gren av praktisk filosofi som handlar om hur moraliska omdömen skall analyseras och vilken funktion de har. Tännsjö företräder moralisk realism och anser att det finns moraliska sanningar som är oberoende av människor.

## Övrigt
2020 tilldelades Tännsjö Statens medicinsk-etiska råds etikpris (SMER).
Tännsjö har sedan 1970 varit medlem i Vänsterpartiet. Han var bland annat den som skrev utkastet till partiets partiprogram efter namnbytet från Vänsterpartiet kommunisterna 1990.
I Bo Widerbergs Mannen på taket (1976) spelar Tännsjö en demonstrant.

## Publikationer i urval

### Böcker på engelska
- The Relevance of Metaethics to Ethics. Stockholm. 1974. Libris 86555
- Moral Realism. (Savage, N.J.: Rowman and Littlefield, 1990)
- Conservatism for Our Time. (London och New York: Routledge, 1990)
- Populist Democracy. A Defence. (London och New York: Routledge, 1993)
- Hedonistic Utilitarianism. (Edinburgh: Edinburgh University Press, 1998)
- Coercive Care: The Ethics of Choice in Health and Medicine. (London and New York: Routledge, 1999)
- Values in Sport: Elitism, Nationalism, Gender Equality and the Scientific Manufacture of Winners (red). (London och New York: E&FN Spon/Routledge, 2000)
- Understanding Ethics: An Introduction to Moral Theory. (Edinburgh: Edinburgh University Press, 2002). Third revised edition 2013: https://global.oup.com/academic/product/understanding-ethics-9780748682256?cc=se&lang=en&
- Terminal Sedation: Euthanasia in Disguise (red). (Dordrecht: Kluwer, 2004)
- The Repugnant Conclusion. Essays on Population Ethics (red). (Dordrecht. Kluwer, 2004).
- Genetic Technology and Sport (red). (London and New York: Routledge, 2005)
- Global Democracy: The Case for a World Government. (Edinburgh: Edinburgh University Press, 2008)
- Animal Ethics - A Crash Course. (Stockholm: Thales, 2010)
- From Reasons to Norms: On the Basic Question in Ethics. (Dordrecht: Springer, 2010)
- Taking Life: Three Theories on the Ethics of Killing. New York: Oxford University Press. 2015. Libris 18521428. ISBN 9780190225582
- Setting Health-Care Priorities. What Ethical Theories Tell Us. New York: Oxford University Press. 2019.

### Böcker på svenska
- Apeiron: roman. Stockholm: Bonnier. 1968. Libris 1169702
- Betrakta Petrarca. Stockholm: Bonnier. 1970. Libris 1169703
- Terrorism. Stockholm: Stockholms universitet. Filosofiska institutionen. 1975. Libris 3256146
- Demokrati och proletär revolution. Lund: Doxa. 1977. Libris 8379650. ISBN 91-85318-39-6
- Demokratimätning: en inblick i den statsvetenskapliga skolastiken. Stockholm: Akademilitt. 1978. Libris 7640915. ISBN 91-7410-062-9
- Betrakta det goda. Stockholm: Akademilitt. 1979. Libris 7640927. ISBN 91-7410-075-0
- Istället för yttrande- och tryckfrihet. Stockholm: Akademilitt. 1979. Libris 7640955. ISBN 91-7410-110-2
- Mot friheten. Stockholm: Stockholms universitet. Filosofiska institutionen. 1979. Libris 3256136
- Det röda Nacka: en historik. Stockholm. 1988. Libris 781454. ISBN 91-7328-672-9
- Vårdetik. Stockholm: Rabén & Sjögren. 1990. Libris 8349369. ISBN 91-29-61523-2
- Välja barn: om fosterdiagnostik och selektiv abort. Sesam special. Stockholm: Sesam. 1991. Libris 7679145. ISBN 91-7998-983-7
- Göra barn: en studie i reproduktionsetik. Sesam special. Stockholm: Sesam. 1991. Libris 7679141. ISBN 91-7998-977-2
- Manipulerat liv: från konception till obduktion. Stockholm: Thales. 1993. Libris 8380796. ISBN 91-87172-58-5
- Tvång i vården. Stockholm: Thales. 1995. Libris 8380801. ISBN 91-87172-68-2
- X2000: filosofiska noveller. Stockholm: Alfabeta. 1999. Libris 7663081. ISBN 91-7712-879-6
- Filosofi & politik. Manifest originalpocket. Stockholm: Manifest kulturproduktion. 2000. Libris 7778934. ISBN 91-89291-04-2
- Grundbok i normativ etik. Stockholm: Thales. 2000. Libris 7626979. ISBN 91-7235-010-5
- Konservatism. Stockholm: Bilda. 2001. Libris 8360269. ISBN 91-574-5845-6
- Du skall understundom dräpa!. Stockholm: Prisma. 2001. Libris 8358036. ISBN 91-518-3855-9
- Tvångsvård: om det fria valets etik i hälso- och sjukvård. Stockholm: Thales. 2002. Libris 8400074. ISBN 91-7235-017-2
- Läget: om krig, moral och världens framtid. Stockholm: Thales. 2005. Libris 9794447. ISBN 91-7235-058-X
- Medan revolutionen dröjde: hundra år med vänstern i Nacka. Stockholm: Karneval. 2008. Libris 10612919. ISBN 9789185703203
- Döden är förhandlingsbar. Stockholm: Liber. 2009. Libris 11417819. ISBN 978-91-47-09400-4
- Privatliv. Stockholm: Fri tanke. 2010. Libris 11808643. ISBN 978-91-86061-10-4
- Fatta!: en upplysningsskrift. Stockholm: Thales. 2014. Libris 16961270. ISBN 9789172350960
- Filosofisk tröst: en bok om döden. Stockholm: Thales. 2015. Libris 18134745. ISBN 9789172350984
- Vänsterdocenten. Stockholm: Fri tanke. 2017. Libris 19762221. ISBN 9789187935657
- Etikprofessorn. Stockholm: Fri tanke. 2018
- Folk och vilja (med Folke Tersman), Fri Tanke, 2020.
- Grundbok i normativ etik, tredje reviderade upplagan (Thales, 2022).

### Forskningsartiklar
- "Responsibility and the Explanatory View of Consequences", Philosophical Studies, Vol. 42, 1982, pp. 151-161
- "Moral Conflict and Moral Realism", The Journal of Philosophy, Vol. LXXXII, 1985, pp. 113-117
- "Against Freedom of Expression", Political Studies, Vol. XXXII, December 1985, pp. 547-559
- "Moral Doubts About Strict Materialism", Inquiry, Vol. 30, 1987, pp. 451-58
- "The Morality of Collective Actions", Philosophical Quarterly, Vol. 39, 1989, pp. 221-228
- "Against Personal Autonomy", The International Journal of Applied Philosophy, Vol. 4, 1989, pp. 45-56
- "Morality and Modality", Philosophical Papers, Vol. XX, 1991, pp. 139-153
- "Who Are the Beneficiaries?", Bioethics, Vol. 6, 1992, pp. 288-296, 1992
- "Should We Change the Human Genome?", Theoretical Medicine, Vol. 14, 1993, pp. 231-247
- "Conservatism. A Defence", Inquiry, Vol. 36, 1993, pp. 329-334
- "Classical Hedonistic Utilitarianism", Philosophical Studies, Vol. 81, 1996, pp. 97-115
- "Blameless Wrongdoing", Ethics, Vol. 106, 1995, pp. 120-127
- "The Secular Model of the Multi-cultural State", Inquiry, Vol. 38, 1995, pp. 109-117
- "Ought We to Sentence People to Psychiatric Treatment", Bioethics, Vol. 11, 1997, pp. 298-308
- "Compulsatory Sterilization in Sweden", Bioethics, Vol. 12, 1998, pp. 236-249
- "Terminal sedation - A Compromise in the Euthanasia Debate?", Bulletin of Medical Ethics, No. 163, November 2000, pp. 13-22.
- "Review of John Kekes, A Case for Conservatism", Philosophical Quarterly, Vol. 50, 2000, pp. 275-77.
- "The Expressivist Theory of Truth", Theoria, "The Expressivist Theory of Truth", Theoria, vol. LXVI, 2000, pp. 256-272
- "Forensic Psychiatry and Human Rights", Forensic Psychiatry On-Line.
- "Why We Ought to Accept the Repugnant Conclusion", Utilitas vol. 14, 2002, pp. 339-59.
- "Narrow Hedonism", Journal of Happiness Studies, Vol. 8, 2007, pp. 79-98.
- "Moral Relativism", Philosophical Studies, Vol. 135, 2007, pp. 123-143.
- "The Repugnant Conclusion", Stanford Encyclopedia of Philosophy (together with Gustaf Arrhenius and Jesper Rynerg)
- "Non-voluntary sterilization", Journal of Medicine and Philosophy, Vol. 31, 2006, pp. 325-331.
- "Cosmopolitan Democracy Revisited", Public Affairs Quarterly, Vol. 20, 2006, pp. 267-331.
- "Egalitarianism and the putative paradoxes of population ethics", Utilitas, Vol. 20, 2008.
- "On Normative Ethics" in Jesper Rynerg and Thomas S. Petersen (eds.) Normative Ethics 5 Questions (Automatic Press/VIP, 2007).
- "Our Right to IVF — Its Scope and Limits", Journal of Medical Ethics, Vol. 34, pp. 802-806, 2008.
- "Utilitarianism, Disability, and Society", in Chirstopher Ralston and Justin Ho (eds.) Philosophical Reflections on Disability (Dordrecht: Springer, 2009
- "Sophie's Choice", in Ward Jones and Samantha Vice (eds.), Ethics at the Cinema, (Oxford: Oxford University Press, 2010).
- "Why Should We Respect the Privacy of Donors of Biological Material?", Medicine, Healthcare and Philosophy Vol. 14, 2010, pp. 43-52.
- ”Capital Punishment” in Ben Bradley, Fred Feldman and Jens Johansson (eds.), Oxford Handbook of Philosophy and Death (Oxford: Oxford University Press, 2012).
- ”Applied Ethics. A Defence”, Ethical Theory and Moral Practice, Vol. 14, 2011, pp. 397-406.
- ”Biological Egalitarianism” in Mads Rosendahl Thomsen, Jacob Warming och Kasper Lippert-Rasmussen (eds.) The Post-Human Condition (Aarhus: Aarhus University Press, 2012).
- ”Soft Decapitation” in Tamburrini C. and Ryberg J. (eds). Recidivist Punishment: The Philosopher's View (Rowman and Littlefield Publishers, 2012).
- ”Enhanced Bodies”, with Claudio M. Tamburrini, in Julian Savulescu, Ruud ter Meulen, and Guy Kahane (eds.) Enhancing Human Capacities (Chichester: Wiley-Blackwell, 2011), pp. 274-290.
- ”The Ethics of Killing. An Example: Abortion”, in Rysiek Sliwinski and Frans Svensson (eds.), Neither/Nor. Philosophical Papers Dedicated to Erik Carlson on the Occasion of His Fiftieth Birthday (Uppsala: Uppsala Philosophical Studies 28, 2011).
- ”Hedonism”, entry in James E. Crimmins, ed. The Bloomsbury Encyclopedia of Utilitarianism (London & New York: Bloomsbury Academic, 2013).
- ”Moral Epistemology and the Survival Lottery”, in John Coggon et al. (eds.) Festschift for John Harris (forthcoming).
- ”Chinese and Westerners Respond Differently to the Trolley Dilemmas” (co-authored with Henrik Ahlenius), Journal of Cognition and Culture Vol. 12, 2012, pp. 195-201.
- ”Le suicide et l’euthanasie à l’épreuve des différentes théories morales”, Raison Publique, 25 Oct. 2013.http://www.raison-publique.fr/article639.html
- ‘Why the ban on doping is harmful’, Perfornance Enhancement and Health, Vol. 3., 2014, DOI: 10.1016/j.peh.2015.06.006
- (med Niels Lynöe et al.), “Duelling with doctors, restoring honour and avoiding shame? A cross-sectional study of sick-listed patients' experiences of negative healthcare encounters with special reference to feeling wronged and shame”, Journal of Medical Ethics
- (med Niels Lynöe et al.),”Honour-related threats and human rights: a qualitative study of Swedish healthcare providers’ attitudes towards young women requesting a virginity certificate or hymen reconstruction”, the European Journal of Contraception and Reproductive Health Care, 2013, online: http://informahealthcare.com/eprint/VI7Uui7dsMbiwunrRYT7/full.
- ”Bioethics in the Nordic Countries” (tillsammans med Niels Lynöe), i Bruce Jennings (ed.), Encyclopedia of Bioethics, 4th Edition (Macmillan, 2014).
- ”A realist and internalist response to one of Mackie’s arguments from queerness”, Philosophical Studies, Vol. 172, 2015, pp 347-357
- ’Utilitarianism or Prioritarianism’, Utilitas Vol. 27, 2015, pp. 240-250.
- ”Context-Dependent Preferences and the Right to Forgo Life-Saving Treatment”, Social Theory and Practice. Vol. 41, 2015.
- ”Philosophical aspects of body transplantation”, Acta Neurochirurgica December 2016, Volume 158, Issue 12, pp 2249–2250.
- ’It’ Getting Better, It’s Getting Better All the Time’, in Anne Barnhill, Mark Bryant Budolfson, and Tyler Doggett (eds.) Food Ethics, and Society (New York: Oxford University Press, 2017).
- ’Populism is not the problem. It’s part of the solution’ The Critique, Jan/Feb  2017.
- ”Consequentialism and Free Will: The Conditional Analysis Resuscitated” (with Maria Svedberg), The Harvard Review of Philosophy, Vol. 24, 2017, pp. 23-41
- “The hedonistic utilitarian”, i Richard Marshall (red.)  Ethics at 3:AM: Questions and Answers on How to Live Well, (Oxford: Oxford University Press, 2017).
- “Big Brother, We’re Watching You!”, in 1984 and Philosophy, edited by Ezio Di Nucci and Stefan Storrie (Chicago: Open Court, 2018
- ‘Should Parents of Neonates With Bleak Prognosis Be Encouraged to Opt for Another Child With Better Odds? On the Notion of Moral Replaceability’, Pediatrics Sep 2018, 142 (Supplement 1) S552-S557; DOI: 10.1542/peds.2018-0478
- “Global Democracy and the Resort to Despotism”, Philosophical Papers, 2019 https://www.tandfonline.com/doi/full/10.1080/05568641.2019.1585203.
- ”Why Derek Parfit had reasons to accept the repugnant conclusion”, Utilitas, 2020.
- Review of From Dawn till Dusk. Bioethical Insights Into the Beginning And The End of Life, by Evangelos D. Protopapadakis,  Bioethics, 2020, DOI: 10.1111/bioe.12739
- ”What Should We Agree on about the Repugnant Conclusion?”, med John Broome, Marc Fleurbaey, m.fl.  Utilitas, 2021,  https://www.cambridge.org/core/journals/utilitas/article/what-should-we-agree-on-about-the-repugnant-conclusion/EB52C686BAFEF490CE37043A0A3DD075?fbclid=IwAR2cPng-nof9_udeZzGJkjVzCkP1AVuNZdXkEru-8YvfJkyzwLwbtgcO18g
- ‘Who Cares. The COVID-19 Pandemic, Global Heating and the Future of Humanity’, Journal of Controversial Ideas, Vol. 1, 2021: https://journalofcontroversialideas.org/article/1/1/134/htm
- ”Setting Health-Care Priorities.What Ethical Theories Tell Us. A response to My Critics”, Diametros, Vol 18, 2021.
- “Setting Health-Care Priorities: A Reply to Massimo Reichlin”, Diametros, Vol. 18, 2021.
- (2022, April 20). Conservatism. In Oxford Research Encyclopedia of Politics. Last modified (blank). doi: https://doi.org/10.1093/acrefore/9780190228637.013.203
- Tännsjö, T. Setting Health-Care Priorities: A Reply to Piotr Lichacz, Annals of Philosophy, 2022. https://ojs.tnkul.pl/index.php/rf/article/view/17653/16420